# أسبوع الأبارتيد الإسرائيلي

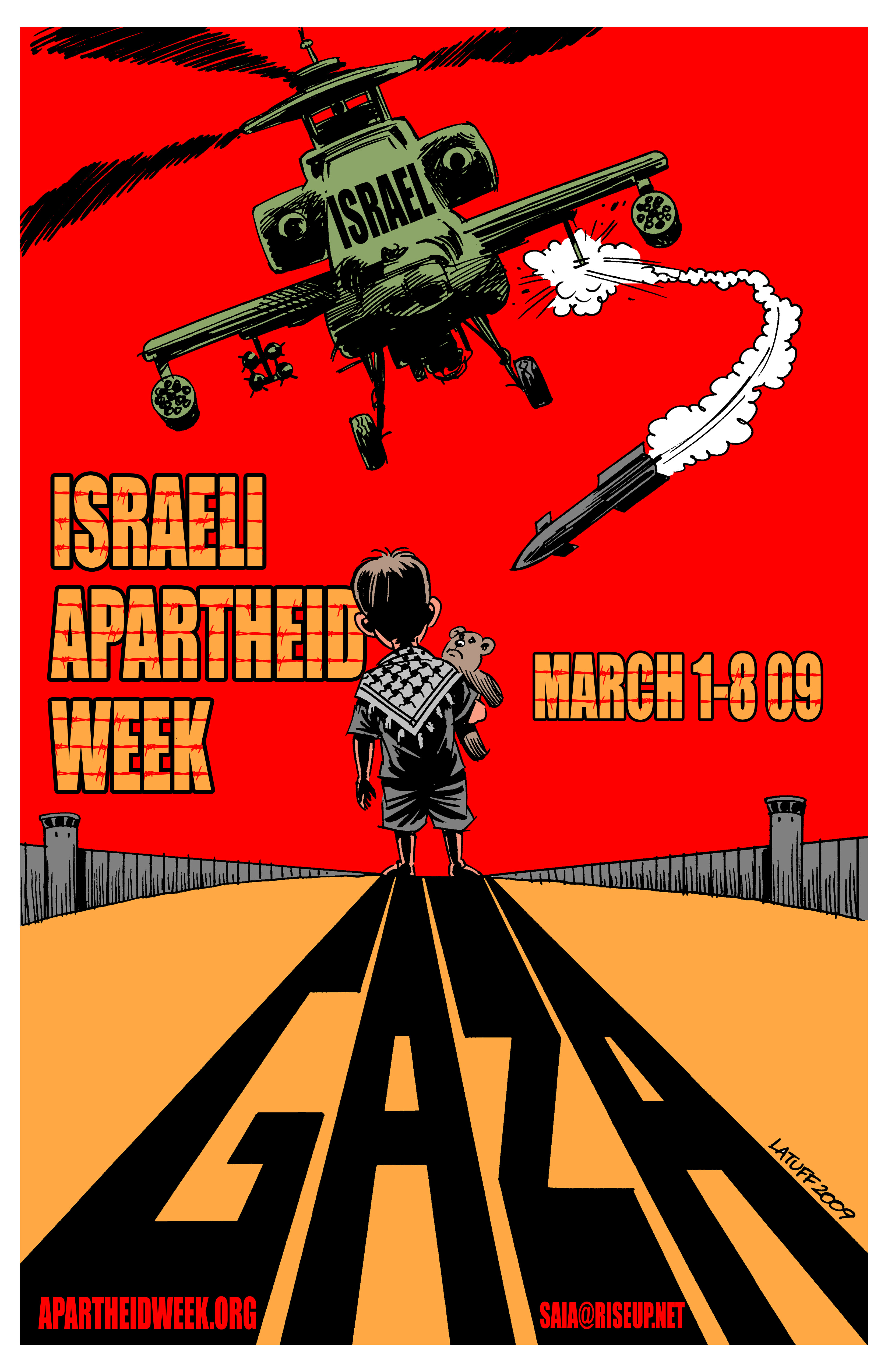
ملصق أسبوع الأبارتيد الإسرائيلي في 2009، والذي يستعمل رسم كاريكاتيري لكارلوس لاتوف.

أسبوع الأبارتيد الإسرائيلي (بالإنجليزية: Israeli Apartheid Week)‏ هو سلسلة سنوية من المحاضرات والمظاهرات التي تقام في شهر مارس في العديد من الجامعات حول العالم. بدأت فعاليات هذا الأسبوع لأول مرة في تورونتو في العام 2005، وبحلول عام 2009، انتشرت فعاليات هذا الأسبوع في 40 مدينة حول العالم، من ضمنها مدن في كندا، وإنجلترا، والولايات المتحدة، وجنوب أفريقيا، والمكسيك، وسكوتلندا، والنرويج، والضفة الغربية.

## أهداف
أعلن عن أهداف حملة أسبوع الأبارتيد رسميًا لتكون (الحملة) مساهمة في "جوقة المعارضة الدولية لنظام الفصل العنصري في إسرائيل ولدعم المقاطعات والعقوبات على إسرائيل بالتوافق مع بيان يوليو 2005: المساواة الكاملة للعرب في إسرائيل، وإنهاء الاستعمار والاحتلال لكل الأراضي العربية - بما فيها مرتفعات الجولان، والضفة الغربية المحتلة، والقدس الشرقية وقطاع غزة - وهدم الجدار، وحماية حق اللاجئين الفلسطينيين في العودة إلى بيوتهم كما نص قرار الأمم المتحدة 194.

## نشاطات

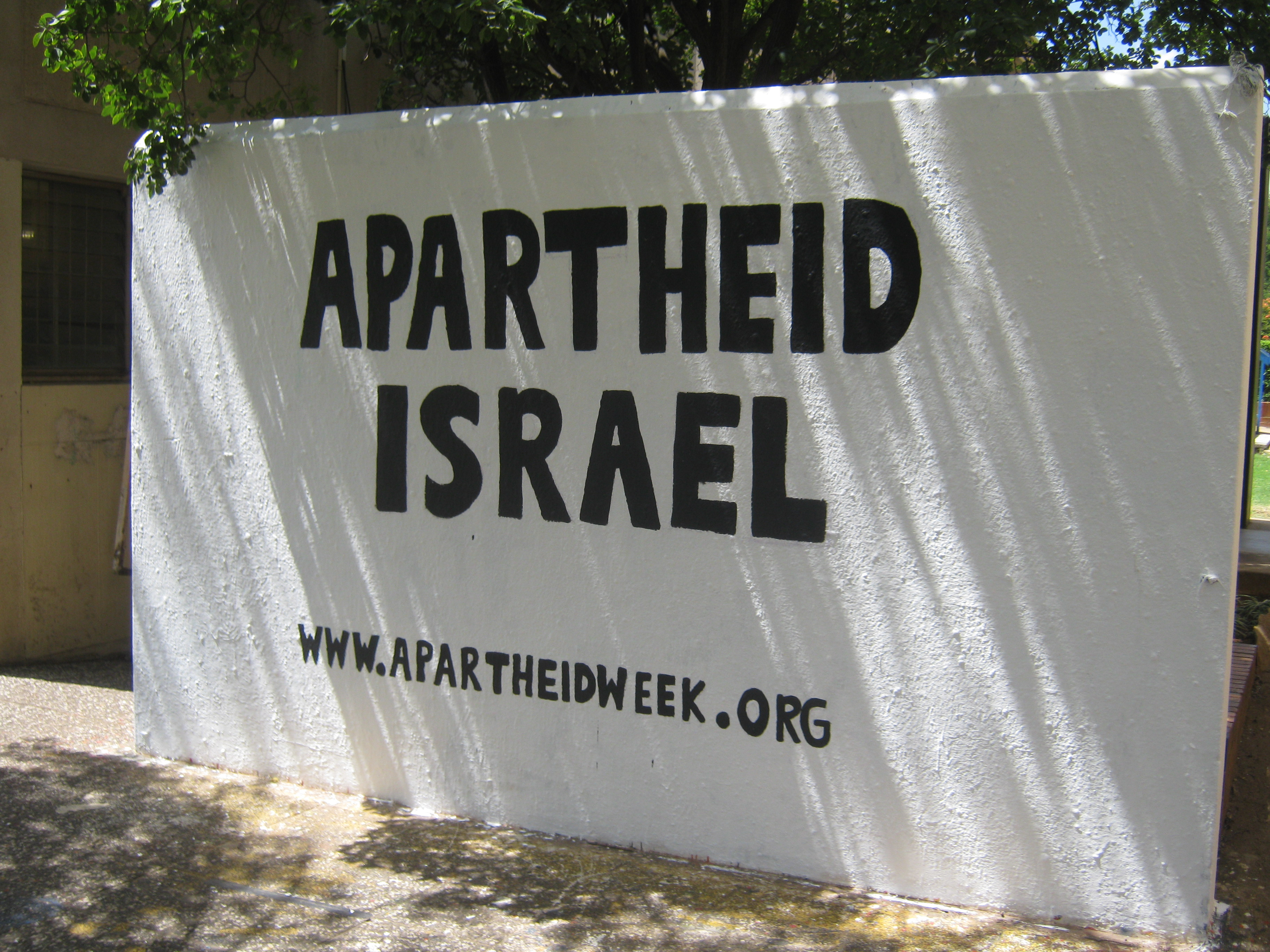
كتابة على الجدران تقول "إسرائيل الفصل العنصري" في جامعة ويتواترسراند في جوهانسبرغ ، جنوب أفريقيا.

بدأت أعمال أسبوع الأبارتيد الإسرائيلي لأول مرة في 2005 بواسطة تجمع للطلاب العرب في جامعة تورونتو فقط، وتضمنت نشاطات الأسبوع - الذي في الحقيقة استمر خمسة أيام - محاضرات عن النكبة، والأسرى الفلسطينيين، والعنصرية ضد العمال الفلسطينيين، والجدار العازل.
يشارك ديزموند ترافيرس عضو بعثة الأمم المتحدة لتقصي الحقائق في نزاع غزة في فعاليات عام 2010، ومن المقرر أن يلقي محاضرة حول حصار غزة. كما تشارك فرانشسكا ماروتا - التي ساهمت في جمع تقرير البعثة الأممية - في ندوة تقام في برشلونة. وقامت إحدى المنظمات اليهودية بدعوة الأمين العام للأمم المتحدة بان كي مون إلى التدخل لمنع مشاركة ماروتا. ويشارك في الفاعليات يهود بعضهم يقيم في إسرائيل، منهم شاي بولاك (منتج أفلام) وشير هيفر (باحث اقتصادي في مؤسسة الإعلام البديل في القدس) وجيف هالبر عضو مؤسس في اللجنة الإسرائيلية ضد هدم المنازل. وأقيم أسبوع الأبارتيد السادس في 1 مارس، 2010 في أربعين مدينة من حول العالم.

## وصلات خارجية
- الموقع الرسمي لأسبوع الأبارتيد الإسرائيلي